# 小野誠治
小野 誠治（おの せいじ、1956年6月18日 - ）は、卓球男子シングルス元世界チャンピオン。小野以来、日本には男女含めてシングルスの卓球世界チャンピオンは生まれていない。愛媛県西予市生まれ。近畿大学を卒業した1979年4月開催の第35回世界卓球選手権（平壌）男子シングルスにおいて「カミソリスマッシュ」と呼ばれた超高速のフォアハンドを武器に優勝した。同大会では中国選手をBEST16（黄亮）、準々決勝（魯尭華）、準決勝（梁戈亮）と破り、決勝においても当時世界ランキング1位の中国選手（郭躍華）を破り世界チャンピオンになった。
1952年 ボンベイ大会 佐藤博治から続く日本の金メダルの継承を一身に集めた優勝であった。近畿大学卒業後、日本楽器に所属。学生時代から当時世界的な名選手であった高島規郎に鍛えられた。世界チャンピオンになってから日本チャンピオンになるまで7年を要し1986年全日本卓球選手権男子シングルス、決勝進出5度目にして、悲願の全日本チャンピオンに輝いた。1992年 (平成4年) にグランプリに移籍し、1996年 (平成8年) 度全日本選手権を最後に、現役を引退。現在はヤマト卓球に勤務し卓球の普及に尽力している。

## 経歴
現役時代は世界卓球選手権に5回連続で出場。1979年のピョンヤン大会では、強敵 (特に黄亮、魯尭華 [準々決勝]、梁戈亮 [準決勝]、郭躍華 [決勝] の中国勢) を連破し、初出場で男子シングルス優勝。小野以降、日本人の卓球世界チャンピオンは、2017年の第54回世界卓球選手権デュッセルドルフ大会混合ダブルスで吉村真晴・石川佳純組が優勝するまで、38年間現れなかった。同大会では男子団体でも日本チームの一員として3位になり、銅メダルを獲得した。
1981年の世界卓球選手権ノヴィ・サド大会では男子団体で2大会連続で銅メダルを獲得。この他、1983年の東京大会では男子ダブルスで銅メダルを獲得、1987年のニューデリー大会では男子ダブルスで準々決勝に進出した。
また、1984年にはピョンヤンで行われたフレンドシップ・ゲームズ（ドゥルージバ-84）(en)　に参加し、阿部博幸と組んだ男子ダブルスで金メダルを獲得した(en)　。
卓球が初めてオリンピックの正式競技として採用された1988年のソウルオリンピックにも日本代表として出場し、男子シングルスでベスト16に入るなど、1970年代末から1980年代にかけて活躍した名選手。
全日本卓球選手権大会の男子シングルスを制したのは、1986年･30歳の時であった。また1990年後期日本卓球リーグにおいては前人未到の日本リーグ100勝という記録を達成した。

## プレースタイル
強靭に鍛えられた肉体から放たれる、「カミソリスマッシュ」と呼ばれた超高速のフォアハンドスマッシュ、それに劣らぬ鋭い切れ味のフォアハンドドライブ、変化が非常に判り辛い上に猛烈に切れたバックハンドサービス、鉄壁のブロックを武器に、世界で活躍した。
強くなるための努力を惜しまず、卓球台での練習以外にも10kmを越えるランニング、数百回の筋力トレーニングを欠かさず行っていた。

## テレビ番組
- THE GOLDEN BATTLE トップアスリートが対決！絶対にありえない4番勝負（2011年12月11日、フジテレビ）[2]